# William A. Clark

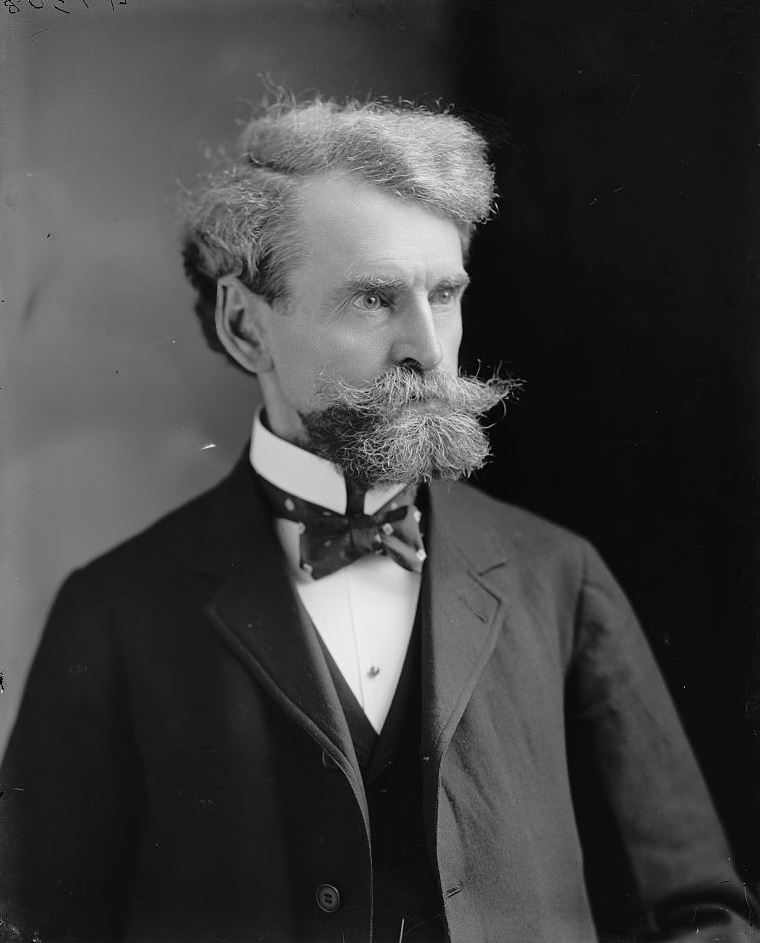
William A. Clark

William Andrews Clark (* 8. Januar 1839 in der Nähe von Connellsville, Pennsylvania; † 2. März 1925 in New York City, New York) war ein US-amerikanischer Politiker (Demokratische Partei). Er vertrat den Bundesstaat Montana im US-Senat.

## Berufliche Laufbahn
Clark besuchte die öffentlichen Schulen und die Akademie von Laurel Hill. Er zog mit seinen Eltern im Jahre 1856 nach Iowa, wo er Unterricht gab. Gleichzeitig studierte er Rechtswissenschaften an der Iowa Wesleyan University in Mount Pleasant. Nachdem er 1862 in den Quarzminen bei Central City, Colorado gearbeitet hatte, zog es ihn ein Jahr später nach Bannack, Montana, wo er während zwei Jahren vom Aufschwung des Goldwaschens profitieren wollte. Danach richtete er seine Aktivitäten in den Handel in Blackfoot und Helena aus und wurde Banker in Deer Lodge.
In der United States Army war er Major eines Bataillons und verfolgte 1877 Chief Joseph und seine Nez-Percé-Bande in die Bear Paw Mountains.

## Politische Karriere
William A. Clark wurde im Jahre 1884 Präsident der ersten verfassunggebenden Versammlung Montanas und ebenfalls der zweiten im Jahre 1889. Als Mitglied der Demokraten wurde er zum 4. März 1899 in den Senat gewählt, trat seine Amtszeit aber erst am 4. Dezember 1899 an. Bereits am 15. Mai 1900 legte er sein Amt wieder nieder, da ihm Wahlbetrug vorgeworfen wurde und er einem drohenden Ausschluss zuvorkommen wollte. Für den freigewordenen Sitz wurde von seiner Partei wiederum Clark selber vorgeschlagen, konnte dann aber nicht nachrutschen. Bei den Wahlen 1901 wurde er ordentlich in den Senat gewählt und vertrat seinen Bundesstaat vom 4. März 1901 bis zum 3. März 1907. Er stellte sich dann nicht mehr für eine Wiederwahl zur Verfügung.
Clark konzentrierte sich wieder auf das Goldwaschen, auf die Bank und seine Eisenbahn-Interessen und wohnte fortan in New York City, wo er am 2. Mai 1925 starb. Er wurde auf dem Woodlawn Cemetery beigesetzt.
Nach ihm ist Clark County in Nevada benannt.

## Kunstsammlung
Am 5. Juni 2013 wurde im Auktionshaus Sotheby’s in New York City ein Teil der Kunstsammlung Clarks versteigert. Dabei erzielte der 270 × 200 cm große Clark Sickle Leaf Carpet, wahrscheinlich ein Kerman, aus dem 17. Jahrhundert einen Preis mit Aufgeld von 33,8 Mio. US-$. Dies ist der höchste Preis der bis dahin für einen Teppich erzielt wurde und zugleich der bis dahin höchste Auktionspreis für ein islamisches Kunstwerk.

## Familie
Clarks Erbin wurde die im Jahre 1906 geborene Huguette M. Clark, die im Alter von 104 Jahren am 24. Mai 2011 in New York City starb. Clarks Neffe Walter Miller Clark kam 1912 beim Untergang der Titanic ums Leben.